# 徐荣侯
徐荣侯（?—?），安徽人，汉族，蒙古联盟自治政府官员。

## 生平
徐荣侯是德穆楚克栋鲁普的家塾汉文教师。1937年10月17日，日军占领包头，同时武川县也被日军占领。德王即由百灵庙到达绥远省城归绥，并以“蒙古各盟旗联军总司令”的名义任命家塾汉文教师徐荣侯为武川县县长。由于当时其他各市、县首长均为随军工作的政治接收班任命，这一人事任命引起了率领政治接收班的察哈尔盟日本顾问安宅的不满。
他曾继厚和市市长贺秉温之后，任厚和市市长。卸任后由李春秀继任。1945年日本投降后，居住在北平的徐荣侯曾经被国民政府追捕，但未捕获。此后其生平不详。